# Bescanviador de calor
|  | Aquest article tracta sobre l'intercanviador de calor. Si cerqueu l'Intercanviador de passatgers, vegeu «Centre d'intercanvi modal». |

Secció d'un bescanviador de calor de tipus feix tubular.

Un bescanviador o intercanviador de calor és un dispositiu dissenyat per a transferir calor entre dos mitjans que estiguin separats per una barrera, o que es troben en contacte. Són part essencial dels sistemes de refrigeració, condicionament d'aire, producció d'energia i processament industrial.
Un bescanviador típic és el radiador del motor d'un automòbil, en el qual el fluid refrigerant, escalfat per l'acció del motor, es refrigera pel corrent d'aire que flueix sobre ell i, al seu torn, redueix la temperatura del motor tornant a circular a l'interior d'aquest. Un altre bescanviador típic és el del frigorífic, on un evaporador absorbeix la calor interior i un condensador (darrere o sota la nevera) dissipa la calor que extreu.

## Classificació

Intercanviador de contacte indirecte alternatiu, per roda d'inèrcia.

Els bescanviadors de calor es poden classificar:
- Bescanviadors de contacte directe: són aquells dispositius en què els fluids es mesclen completament. No són habituals, ja que poden suposar la transmissió de contaminants entre els dos fluids, però en certes ocasions, com és el cas de les torres de refrigeració, no se li dona importància i podem observar com l'aigua es refreda directament amb l'aire atmosfèric en un procés combinat de transferència de massa i de calor.
- Bescanviadors de contacte indirecte:
  - Alternatius: dos fluids recorren un mateix espai de manera alternada, de manera que una superfície sòlida rep la calor d'un fluid calent per transmetre-la a un altre fluid més fred que, seqüencialment, entra en contacte amb la mateixa superfície. Una de les tipologies de bescanviadors més habituals, en aquest àmbit, és el recuperador de calor rotatiu. En aquests casos es considera que la mescla entre els fluids és menyspreable.
  - De superfície: són equips en els quals la transferència de calor es realitza a través d'una superfície, cilíndrica o plana, sense permetre el contacte directe entre els dos fluids.
    - Bescanviadors de plaques: són aquells dispositius on la superfície de separació entre els fluids és una paret plana o corrugada. Les tecnologies més esteses són les de plaques soldades i les de plaques i juntes àmpliament usades en àmbits com la pasteurització o la calefacció de districtes. Dins d'aquesta família hi podem trobar els bescanviadors de flux creuat, molt habituals en la recuperació energètica entre dos fluxos d'aire a les centrals de tractament d'aire i, com a tecnologia emergent destaquem les plaques pillow que, entre altres, es presenten com una alternativa als tradicionals llits fluïditzats.
    - Bescanviadors de tubs: són aquells dispositius on la superfície de separació entre els fluids és una paret cilíndrica o ovalada, on un dels fluids circula per l'interior dels tubs i l'altre circula per l'exterior. Aquests bescanviadors són molt habituals en processos industrials on trobem alts factors d'embrutiment perquè, el seu format, ofereix majors passos d'aire minimitzant obstruccions, facilitant la neteja i el manteniment. En certs casos s'incorporen unes plaques transversals als tubs que s'anomenen aletes i que faciliten la transferència de calor entre els dos fluids, equilibrant la calor específica, i optimitzant-ne el rendiment.

També els podem classificar en funció del sentit de circulació dels fluids:
- Bescanviadors de flux paral·lel, on els dos fluids circulen en la mateixa direcció. Si mantenen el mateix sentit, parlarem del mateix corrent i si tenen sentits contraris parlarem de contracorrent.
- Bescanviadors de flux creuat, on els dos fluids circulen en direcció perpendicular, formant un angle de 90°.

### Classificació dels intercanviadors de calor de superfície
Els intercanviadors de fluxos paral·lels s'utilitzen generalment per a l'intercanvi tèrmic entre dos líquids i entre un líquid i un gas, mentre que els de fluxos creuats s'usen generalment en l'intercanvi entre dos gasos.

#### Intercanviadors de calor tubulars
L'intercanviador indirecte més simple és l'intercanviador de tubs concèntrics; consta de dues canonades concèntriques, una a l'interior de l'altra, circulant els dos fluids per l'espai anular i per la canonada interior. Els fluxos poden ser en el mateix sentit (corrents paral·lels) o en sentit contrari (a contracorrent).

#### Transmissió de calor per conducció
La conducció és la forma en què té lloc la transferència d'energia a escala molecular. Quan les molècules absorbeixen energia tèrmica vibren sense desplaçar-se, augmentant l'amplitud de la vibració a mesura que augmenta el nivell d'energia. Aquesta vibració es transmet d'unes molècules a altres sense que tingui lloc cap moviment de translació. En la transmissió de calor per conducció no hi ha moviment de matèria. La conducció és el mètode més habitual de transmissió de calor en processos d'escalfament / refredament de materials sòlids opacs. Si hi ha un gradient de temperatura en un cos, tindrà lloc una transmissió de calor des de la zona d'alta temperatura cap a la qual està a temperatura més baixa. El flux de calor és proporcional al gradient de temperatura.

#### Transmissió de calor per convecció
Quan un fluid circula al voltant d'un sòlid, per exemple per l'interior d'una canonada, si hi ha una diferència de temperatura entre els dos, té lloc un intercanvi de calor entre ells. Aquesta transmissió de calor es deu al mecanisme de convecció. L'escalfament i refredament de gasos i líquids són els exemples més habituals de transmissió de calor per convecció. Depenent de si el flux del fluid és provocat artificialment o no, es distingeixen dos tipus de convecció: forçada i lliure (també anomenada natural). La convecció forçada implica l'ús d'algun mitjà mecànic, com una bomba o un ventilador, per a provocar el moviment del fluid. Tots dos mecanismes poden provocar un moviment laminar o turbulent del fluid.

## Importància de l'aïllament en la disminució de les pèrdues de calor en els equips
Els equips per al processament d'aliments se solen aïllar per a minimitzar les pèrdues de calor cap a l'entorn. Si no s'aïllen, els equips poden tenir pèrdues de calor per qualsevol dels tres mecanismes de transmissió de calor: conducció, convecció o radiació. Les pèrdues de calor per conducció a través de l'aire solen ser petites per la seva baixa conductivitat (kaire = 0,0258 W/mK a 30 °C). Les pèrdues de calor per convecció són més importants, ja que els corrents de convecció es desenvoluparan fàcilment si hi ha una diferència de temperatura entre el cos i el seu entorn. Cal aïllar per a disminuir el flux de calor entre un objecte i els seus voltants. El material aïllant ha de tenir baixa conductivitat tèrmica i capacitat per frenar els corrents de convecció. Els materials més utilitzats per aïllar inclouen el suro, sals de magnesi, la llana de vidre, la llana de roca i el poliestirè expandit. En el passat es va usar molt l'asbest per les seves bones propietats aïllants, però la fibra d'asbest es va mostrar causant de càncer i ja no es fa servir. Actualment, es fabriquen peces de magnèsia i altres aïllants de fàcil instal·lació sobre canonades i altres equips.